# Granknotterskinn
Granknotterskinn (Hyphodontia abieticola) är en svampart som först beskrevs av Bourdot & Galzin, och fick sitt nu gällande namn av J. Erikss. 1958. Hyphodontia abieticola ingår i släktet Hyphodontia och familjen Schizoporaceae.   Inga underarter finns listade i Catalogue of Life.
I den svenska databasen Dyntaxa används istället namnet Kneiffiella abieticola för samma taxon.  Arten är reproducerande i Sverige.